# Shoot-and-scoot

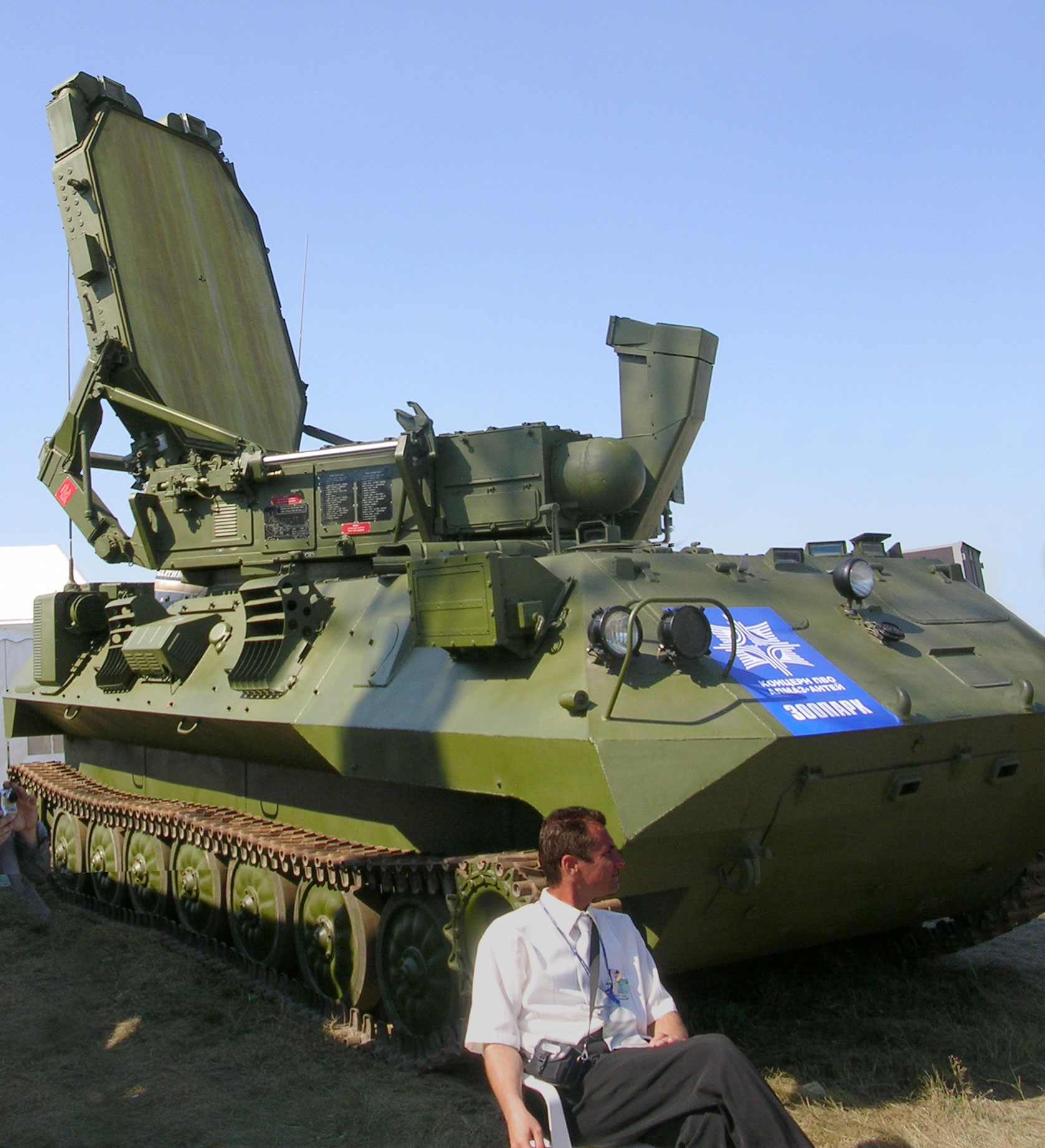
Ruský protidělostřelecký radar 1L219M Zoopark-1.

Shoot-and-scoot (v překladu z angličtiny vystřel a zmiz, alternativně vystřel a uteč) je bojová taktika mobilního dělostřelectva spočívající v opuštění palebné pozice ihned po výstřelu z důvodu možné protidělostřelecké palby nepřítele (counter-battery fire).
Na moderním bojišti operuje celá řada elektronických prostředků schopných přesné detekce palby v reálném čase. Mezi takové patří například americké protidělostřelecké radary Raytheon AN/TPQ-53 Quick Reaction Capability Radar a Hughes AN/TPQ-37 Firefinder, ruské systémy Rtuť-BM, 1L219M Zoopark-1, 1B75 Penicillin, 1L271 Arisťonok a další. Proto může houfnice, kanón, minomet nebo raketomet vypálit pouze omezený počet granátů resp. raket, poté již značně narůstá riziko odvetné palby nepřítele a následného zásahu vlastní techniky.
Proti taktice shoot-and-scoot stojí protiopatření jako např. MRSI (Multiple round simultaneous impact) nebo naváděná munice. MRSI je schopnost dělostřelecké zbraně zasáhnout cíl současně více střelami. Tyto střely letí po různých trajektoriích různou rychlostí. Naváděná (neboli chytrá) munice je velmi přesná a efektivní, zároveň však velmi drahá.